# جون هايمز
جون هايمز (بالإنجليزية: John Hyams)‏ هو مونتير ومنتج أفلام وكاتب سيناريو ومخرج أمريكي، ولد في 19 ديسمبر 1964 في الولايات المتحدة.

## وصلات خارجية
- جون هايمز على موقع IMDb (الإنجليزية)
- جون هايمز على موقع روتن توميتوز (الإنجليزية)
- جون هايمز على موقع ألو سيني (الفرنسية)
- جون هايمز على موقع أول موفي (الإنجليزية)
- جون هايمز على موقع قاعدة بيانات الأفلام السويدية (السويدية)
- جون هايمز على موقع قاعدة بيانات الفيلم (الإنجليزية)
- جون هايمز على موقع كينوبويسك (الروسية)